# Manihot brachyloba
Manihot brachyloba är en törelväxtart som beskrevs av Johannes Müller Argoviensis. Manihot brachyloba ingår i släktet Manihot och familjen törelväxter. Inga underarter finns listade i Catalogue of Life.